# Moderna galerija (Ljubljana)
Moderna galerija je osrednja umetniška galerija slovenskih likovnih del 20. stoletja, ki stoji v Ljubljani. Stavbo je zasnoval arhitekt Edvard Ravnikar, dograjena pa je bila leta 1948.

## Zbirka
Moderna galerija je istočasno tudi muzej moderne in sodobne umetnosti (del zbirke je v novem Muzeju sodobne umetnosti Metelkova v Ljubljani), ki jo raziskujejo in v galeriji predstavljajo ob stalni zbirki nove umetniške prakse v povezavi s kontekstom. Pri svojem delu kuratorji izhajajo iz specifičnih kulturnih, zgodovinskih in geopolitičnih okoliščin. Povezujejo nastajanje umetnosti med nacionalnim in mednarodnim ter med lokalnim in globalnim okoljem. Redno pripravlja tudi monografske razstave pomembnih slovenskih ustvarjalcev od impresionistov do sodobnih umetnikov (Lojze Spacal, Lojze Dolinar, Janez Bernik, Zoran Mušič, Metka Krašovec, Lujo Vodopivec). Sedanji čas zahteva, da deluje tudi kot most med kulturnimi območji Evrope in Ne-Evrope. Več desetletij je bila matična hiša Mednarodnega grafičnega bienala. Zbrala je več zbirk, kot so:
- Nacionalna zbirka slovenske umetnosti 20. stoletja;
- Mednarodna zbirka Arteast 2000+.

Delo z zbirkami omogočajo; knjižnica, informacijski center, arhiv, fotoarhiv moderne in sodobne umetnosti.
Deluje na dveh lokacijah: Moderna galerija, Cankarjeva 15 in MSUM, Maistrova 3 (Metelkova 22) v Ljubljani. V njenem sestavu je bila veliko let tudi Mala galerija na Slovenski cesti v Ljubljani.

## Zgradba
Moderna galerija je prvo pomembnejše zgrajeno delo arhitekta Edvarda Ravnikarja. Načrtovana je bila v obdobju, ko je sodeloval pri načrtovanju Plečnikove NUK, še pred odhodom v Pariz k Le Corbusierju. To zgodnje Ravnikarjevo delo delno še sledi klasicističnim principom Jožeta Plečnika: stavba je osno simetrična in ima zvišan osrednji volumen, v katerega je umeščena do prenove poudarjena glavna razstavna dvorana. Ostale dvorane različnih velikosti so razmeščene v obeh stranskih krilih ter zenitalno osvetljene. Glavni vhod, ki je v visokem pritličju, poudarja široko vhodno stopnišče, prekrito z monumentalnim baldahinom. Pročelje je, podobno kot pri NUK, obloženo z različno obdelanimi, vendar belimi kamnitimi ploščami. Okna, ki so vtopljena v ravnino fasade, so uokvirjena z umetnim kamnom. Kamniti stebri, ki okenske odprtine delijo po sredini še poudarjajo videz monumentalnosti. Bazen, vodno zrcalo pred vhodom je bil preurejen; na zelenici stojijo posamezni kipi iz galerijske zbirke.
Denar za objekt je leta 1936 darovala družina Hribar, pobudnik mecenstva je bil Izidor Cankar.